# 1972 І Сін
1972 І Сін (1972 Yi Xing) — астероїд головного поясу, відкритий 9 листопада 1964 року.
Тіссеранів параметр щодо Юпітера — 3,492.
Названо на честь відомого китайського астронома І Сіна (кит.: 一行, 683-727, ім'я при народженні — Чжан Суй), який також був математиком, інженером та буддистським монахом часів династії Тан.